# Porta Rudiae
La Porta Rudiae, ouverte sur les remparts Ouest, est la porte la plus intéressante et la plus ancienne de Lecce, celle qui s’orientait vers l’ancienne ville détruite de Rudiae, qui lui a donné son nom. Elle est située Via Adua, près de l'intersection de la via dell'Università et de Via Dalmazio Birago.

## Description
Construite sur les ruines d'une ancienne porte qui s'est effondrée vers la fin du XVIIe siècle, la Porta Rudiae a été reconstruite en 1703 par le noble de Lecce Prospero Lubelli. La porte consiste en une arche unique, flanquée de deux colonnes de chaque côté. Sur une frise sont placés les bustes des mythiques fondateurs de la ville: Malennios, Daunos, Euippa et Idoménée.
Cette porte, également appelée Sant'Oronzo, est surmontée de la statue du saint protecteur de Lecce et de celles des autres protecteurs de la ville : Sainte Irène et Saint Dominique. Un épigraphe latin rappelle comment la porte a été reconstruite à la suite du legs de Prospero Lubelli, né à Lecce, sous le mandat de Cesare Belli. 

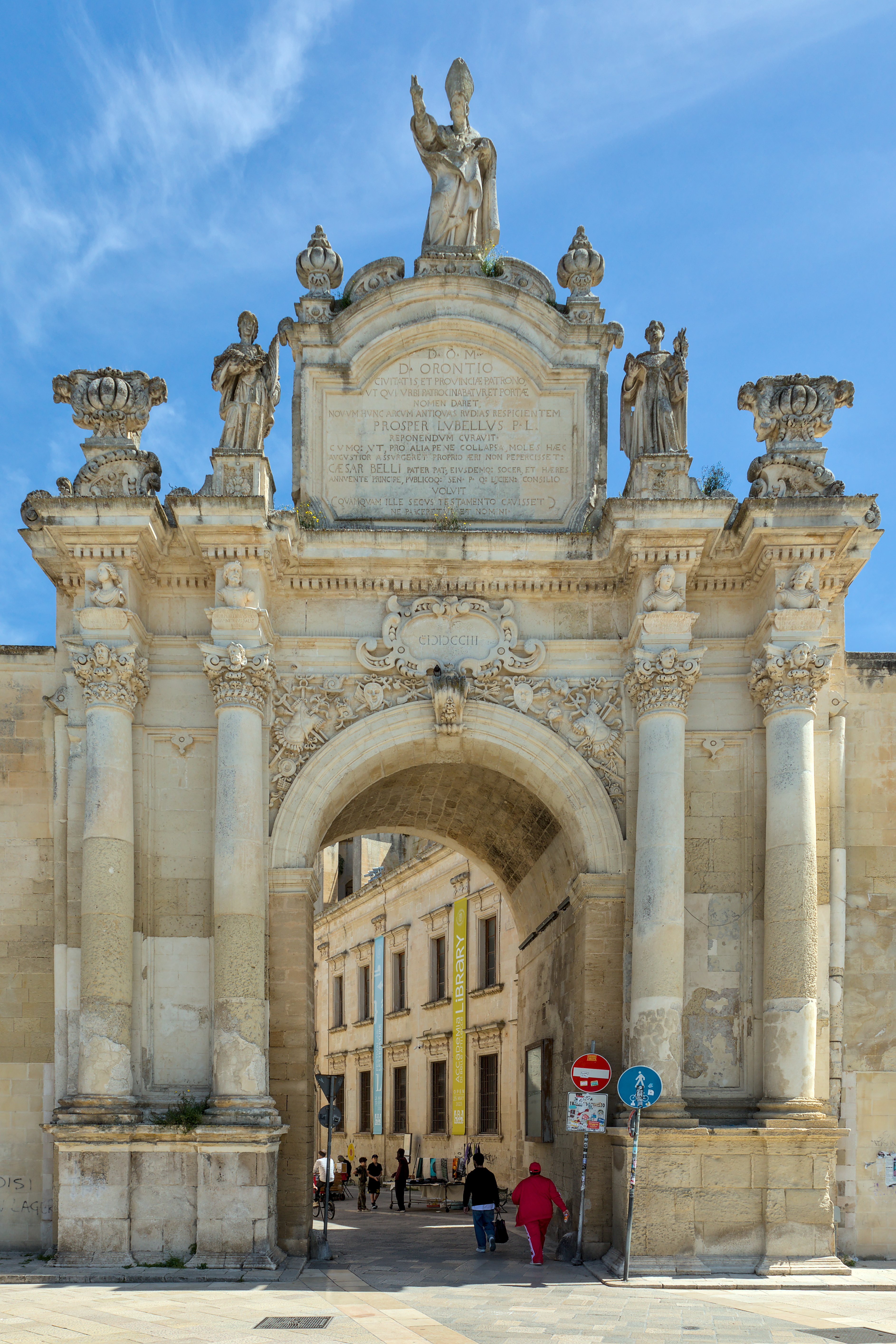
La porte, côté extérieur.
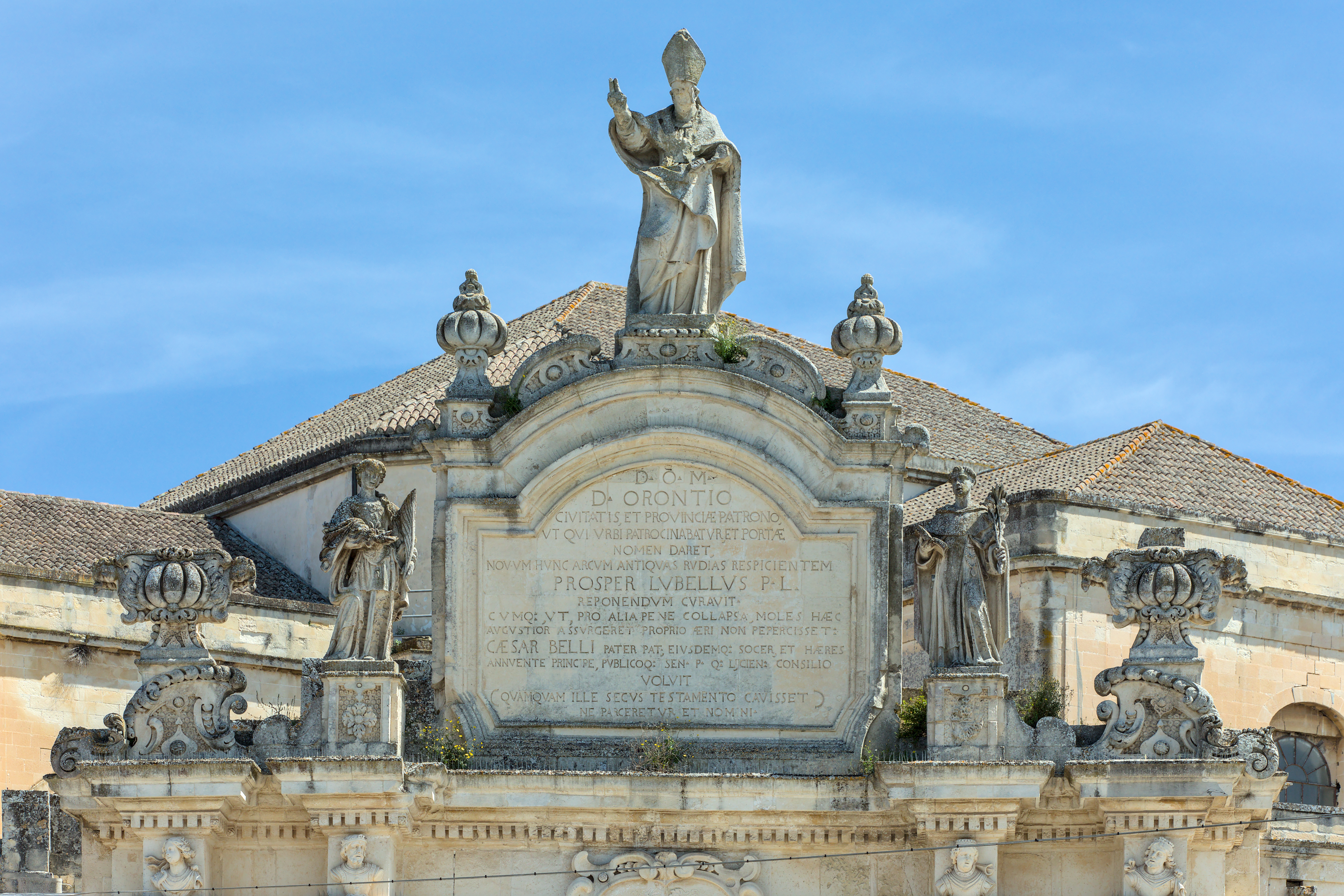
Fronton.
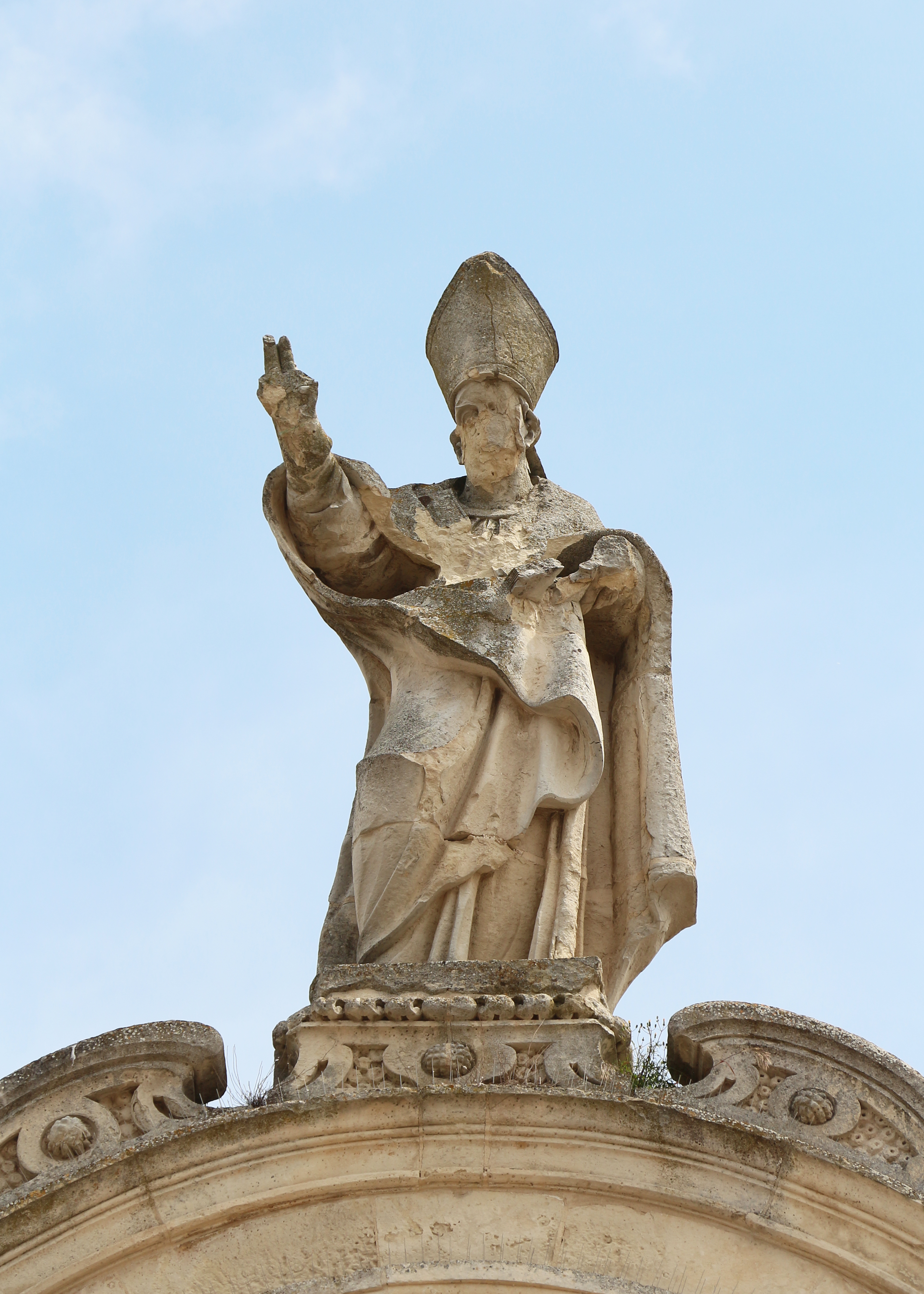
Statue de saint Oronce.